# Chi Địa hoàng
Chi Địa hoàng (danh pháp khoa học: Rehmannia) là một chi của 7-8 loài thực vật có hoa trong bộ Hoa môi (Lamiales), bản địa Trung Quốc và Nhật Bản.
Đôi khi người ta còn gọi các loài trong chi này là mao địa hoàng Trung Hoa do sự tương tự ở bề ngoài của chúng với các loài trong chi Mao địa hoàng (Digitalis). Các loài trong chi Rehmannia là các loại cây thảo mộc sống lâu năm. Chúng có hoa lớn và được trồng làm cây cảnh trong vườn tại châu Âu và Bắc Mỹ, cũng như được sử dụng trong y học tại châu Á. Loài địa hoàng (Rehmannia glutinosa) được sử dụng như là một loại dược thảo để điều trị một số chứng bệnh, như bệnh thiếu máu, chóng mặt và táo bón. Các loài trong chi Rehmannia chứa các vitamin A, B, C và D cũng như một số hợp chất có ích khác.

## Từ nguyên
Rehmannia đặt theo tên của Joseph Rehmann (1788–1831), một bác sĩ tại Sankt-Peterburg.
Tên gọi "Rehmannia" cũng được đặt cho một chi cúc đá (Ammonoidea) thuộc họ Reineckeidae sinh sống trong kỷ Jura.

## Phân loại
Chi này đã từng được đặt trong họ Huyền sâm (Scrophulariaceae) hay họ Tai voi (Gesneriaceae) ở một số phân loại cũ. Vị trí hiện tại của chi này là không chắc chắn; nó không thuộc về cả họ Huyền sâm nghĩa hẹp (sensu stricto) lẫn họ Mã đề (Plantaginaceae) nghĩa rộng (sensu lato, là họ mà nhiều loài trước đây được đặt trong họ Huyền sâm nay đã chuyển sang), mà cũng dường như không thuộc về bất kỳ nhánh chính nào trong bộ Hoa môi. Các nghiên cứu phân tử cho rằng nó có quan hệ họ hàng gần gũi (nhưng yếu) với các chi Phryma, Paulownia, Lancea và Mazus, là các chi đã từng được đặt trong họ Thấu cốt thảo (Phrymaceae), cũng như các chi của họ Orobanchaceae. Trong phân tích phát sinh chủng loài hạn hẹp hơn, Rehmannia có liên quan với Oreosolen, trước đây được đặt trong nhánh Scrophulariaceae sensu stricto. Gần đây, các tác giả Zhi Xia, Yin-Zheng Wang và James F. Smith trong bài báo đăng trên American Journal of Botany năm 2009 đã xếp chi này vào họ Cỏ chổi (Orobanchaceae) do các kết quả phân tích của họ cho thấy chi này và chi Triaenophora cùng nhau là nhóm có quan hệ chị em với chi Lindenbergia và nhóm các loài ký sinh của họ Cỏ chổi. APG IV năm 2016 công nhận nó thuộc họ Cỏ chổi, làm cho nó thuộc về số ít các chi của họ này - cùng với Lindenbergia - không là ký sinh của họ Cỏ chổi.

## Các loài
Danh sách các loài được công nhận lấy theo Plants of the World Online:
- Rehmannia chingii H.L.Li, 1948: Trung Quốc (An Huy, Chiết Giang, Giang Tây).
- Rehmannia chrysantha M.H.Li & C.H.Zhang, 2016: Trung Quốc (Nội Mông).
- Rehmannia glutinosa (Gaertn.) DC., 1845 (đồng nghĩa: Rehmannia chinensis): Miền đông Trung Quốc. Du nhập vào bán đảo Triều Tiên và Việt Nam.
- Rehmannia henryi N.E.Br., 1909: Trung Quốc (Hồ Bắc).
- Rehmannia japonica (Thunb.) Makino, 1932: Nhật Bản (miền trung Honshu).
- Rehmannia piasezkii Maxim., 1880 (đồng nghĩa: Rehmannia elata - Flora of China coi là loài tách biệt): Trung Quốc (Hồ Bắc, Thiểm Tây).
- Rehmannia solanifolia P.C.Tsoong & T.L.Chin, 1979: Trung Quốc (Tứ Xuyên).